# Byhleguhre-Byhlen
Byhleguhre-Byhlen (dolnołuż. Běła Góra-Bělin) – gmina w Niemczech w kraju związkowym Brandenburgia, w powiecie Dahme-Spreewald, wchodzi w skład urzędu Lieberose/Oberspreewald.

## Geografia
Gmina Byhleguhre-Byhlen położona jest na obszarze krainy geograficznej Spreewald.

## Dzielnice
Gmina składa się z dwóch dzielnic:
- Byhleguhre
- Byhlen